# St. Joseph (Butzbach)

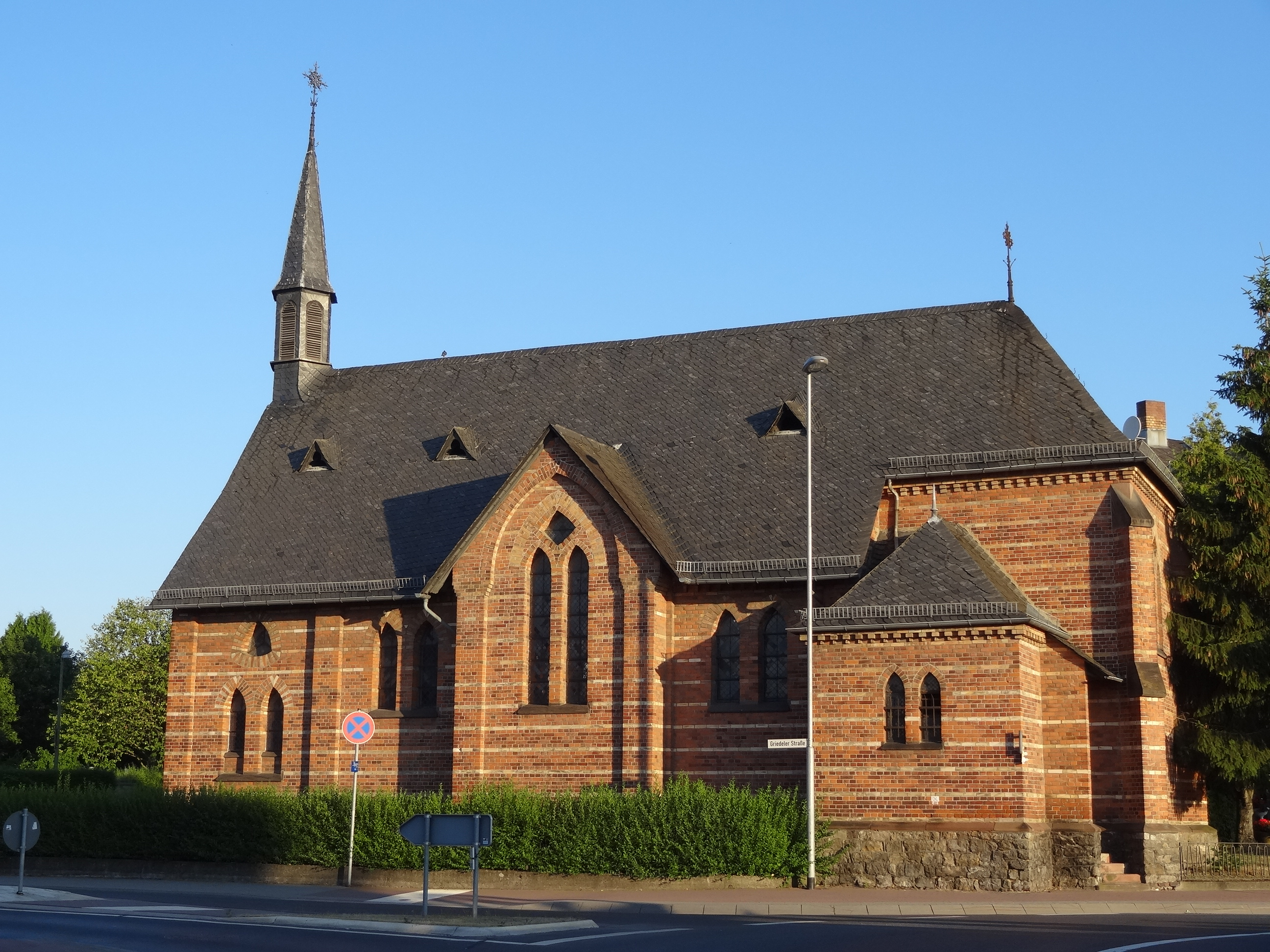
St. Joseph von Osten

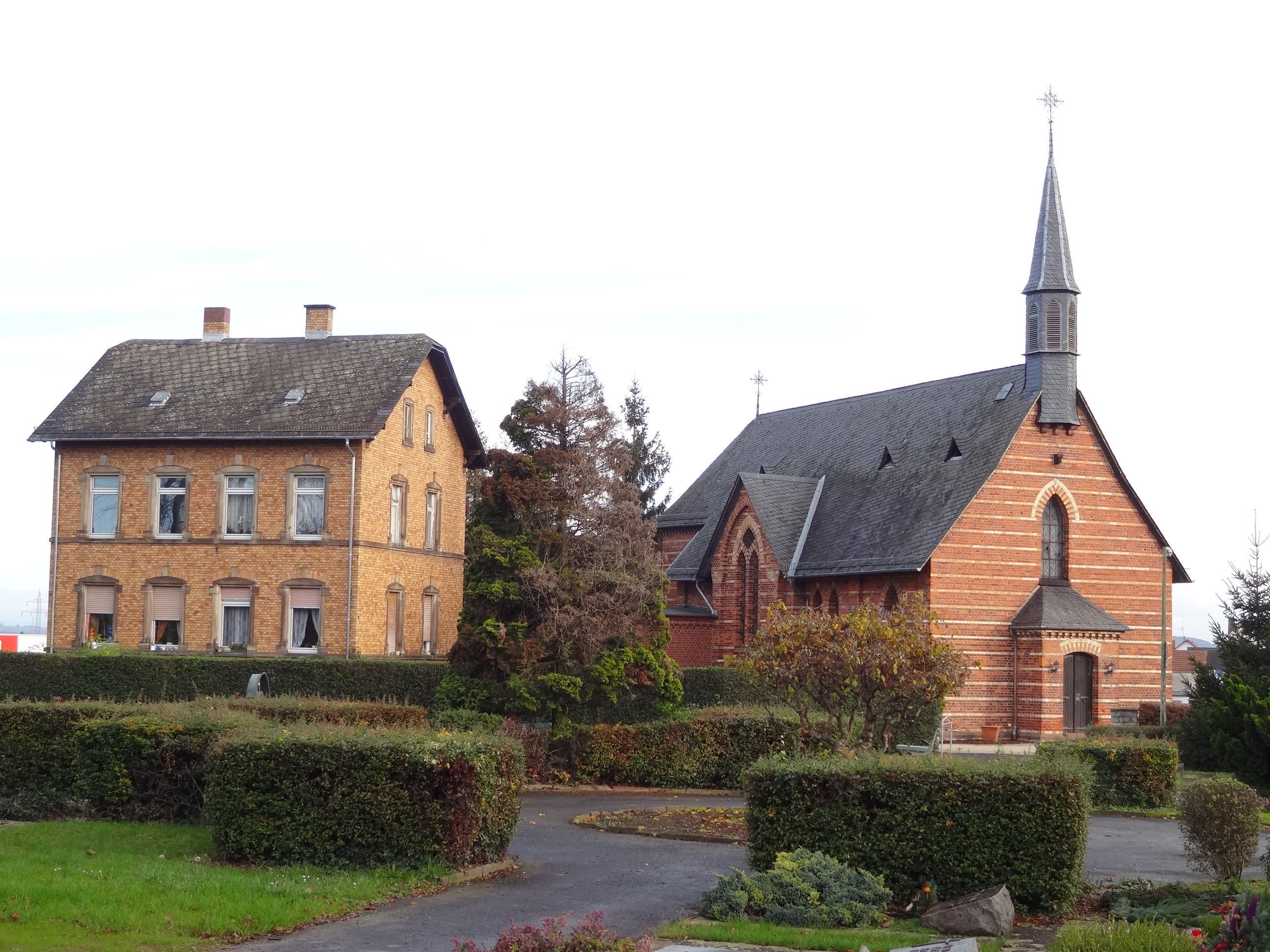
Kapelle mit Pfarrhaus von Westen

St. Joseph ist die ehemalige römisch-katholische Pfarrkirche in Butzbach im Wetteraukreis, die heute als Friedhofskapelle dient. Der gotisierende Saalbau wurde 1879/1880 mit kurzen Querarmen und Dachreiter erbaut. Die Kapelle ist zusammen mit dem benachbarten Pfarrhaus hessisches Kulturdenkmal.

## Geschichte
Vermutet wird, dass Butzbach bereits im 8. Jahrhundert eine Kirche besaß. Im Jahr 1303 wird ein Pleban erwähnt und im Jahr 1342 die Butzbacher Pfarrei. Die Pfarrkirche St. Markus wurde im frühen 14. Jahrhundert errichtet. Daneben verfügte die Stadt über vier weitere Gotteshäuser, mehrere Ordensniederlassungen und zwei Hospitäler. Kirchlich gehörte Butzbach im Dekanat Friedberg zum Archidiakonat St. Mariengreden im Bistum Mainz und bildete einen eigenen Sendbezirk.
Mit Einführung der Reformation im Jahr 1535 wechselte die Gemeinde zum evangelisch-lutherischen Bekenntnis. Im Jahr 1803 wohnten 13 Katholiken in Butzbach. Erst im 19. Jahrhundert erstarkte die katholische Gemeinde wieder, besonders durch einige katholische Soldaten in der örtlichen Kaserne. Eine Eingabe der Katholiken an den Kirchen- und Schulrat im Jahr 1821 zwecks Einrichtung katholischer Gottesdienste scheiterte ebenso wie eine Eingabe im Jahr 1851 an Bischof Wilhelm Emmanuel von Ketteler an der Frage des Gottesdienstraums.
Nach Errichtung der Missionsstation Butzbach im Jahr 1856 wurde 1857 in Butzbach erstmals wieder eine katholische Messe gefeiert und den Gläubigen ein Betsaal im Solmser Schloss überlassen. Finanzielle Hilfen kamen vom Mainzer Bonifatiusverein, der die Unterstützung der Katholiken in der Diaspora zum Ziel hatte. Für einen Kirchbau machten 1872 Pfarrer Konrad Reuss von Oppershofen und 1880 die Baronin Riedesel zu Eisenbach größere Stiftungen an den Verein. Ab 1872 traten Schwierigkeiten mit dem Gottesdienstraum auf, als die Miete um ein Mehrfaches angehoben werden sollte. Da das Amtsgericht Butzbach die Räume ab 1878 beziehen sollte, erklärte Pfarrer Alois Mees gegenüber dem Bonifatiusverein, er sei „jetzt in die Notwendigkeit versetzt, ein neues Lokal zu bauen“. Als zwei evangelische Butzbacher Bürger, Heinrich Melchior II. und seine Schwester Anna Katharina Hadermann, am 16. Oktober 1879 der Gemeinde zwei Grundstücke schenkten, wurden ab April 1879 Pläne für einen Kirchenneubau ausgearbeitet. Übergangsmäßig wurden die Gottesdienste im Rathaussaal abgehalten.

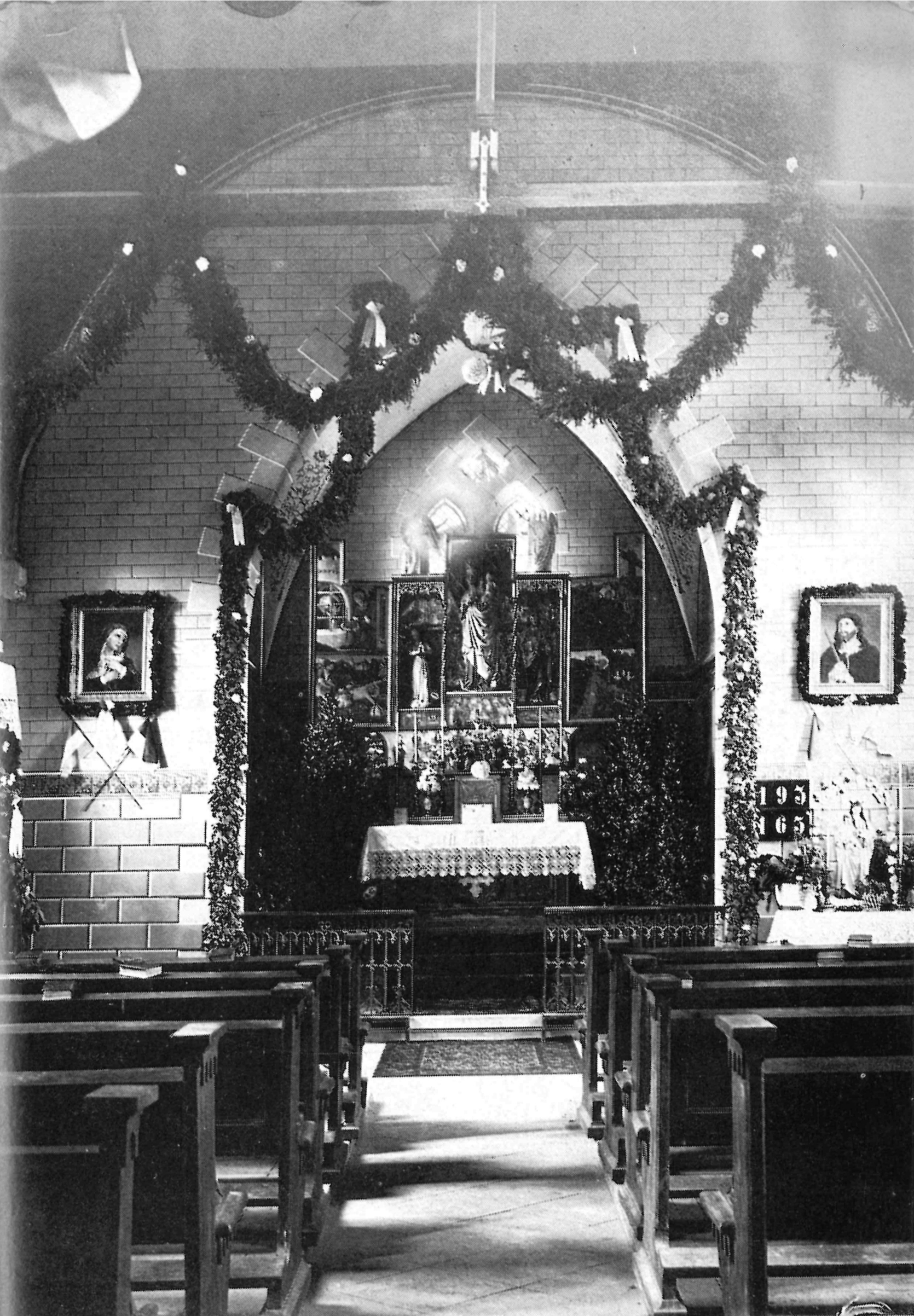
St. Joseph bei der Einweihung 1894

Im Jahr 1879 wurde St. Joseph nach Plänen des Mainzer Dombaumeisters Joseph H. A. Lucas errichtet. Am 24. Oktober 1880 weihte Dekan Keller aus Ockstatt die neue Kapelle, da der Mainzer Bischofssitz seit 1877 vakant war. Sie wurde dem Patrozinium des heiligen Josef unterstellt. Von der evangelischen Markusgemeinde erhielt sie 1880 den spätgotischen Marienaltar als Geschenk. Am 1. April 1894 wurde Butzbach zur Pfarrkuratie erhoben. Das neue Pfarrhaus entstand 1895/1896 passend zur Kirche in Ziegelmauerwerk.
Die Gemeinde schaffte im Jahr 1906 eine gebrauchte Orgel von Franz Riederer aus Landshut an, die über sieben Register verfügte. In den Jahren 1937/1938 ersetzte Johannes Klais Orgelbau das Instrument durch einen Neubau (Opus 912) mit elf Registern auf zwei Manualen und Pedal hinter einem Freipfeifenprospekt. Es wurde 1953 in umgebauter Form in die neue Kirche umgesetzt. Die Kirche erhielt im Jahr 1930 eine neue Sakristei.
Die Gemeinde erlebte einen sprunghaften Anstieg, als ab 1946 zahlreiche schlesische Flüchtlinge und sudetendeutsche Heimatvertriebene nach Butzbach und Umgebung kamen. Dadurch umfasste sie in der Nachkriegszeit etwa 10.000 Gläubige. Diese waren in 18 Orten in einem Umkreis bis zu 10 Kilometer Entfernung geistlich zu versorgen.
Nach dem Bau von St. Gottfried in den Jahren 1952/1953 verlor St. Joseph seinen Status als Pfarrkirche und wurde am 26. Mai 1954 samt Pfarrhaus für 65.000 DM an die Stadt Butzbach verkauft, um zukünftig als Friedhofskapelle und Leichenhalle zu dienen.

## Architektur

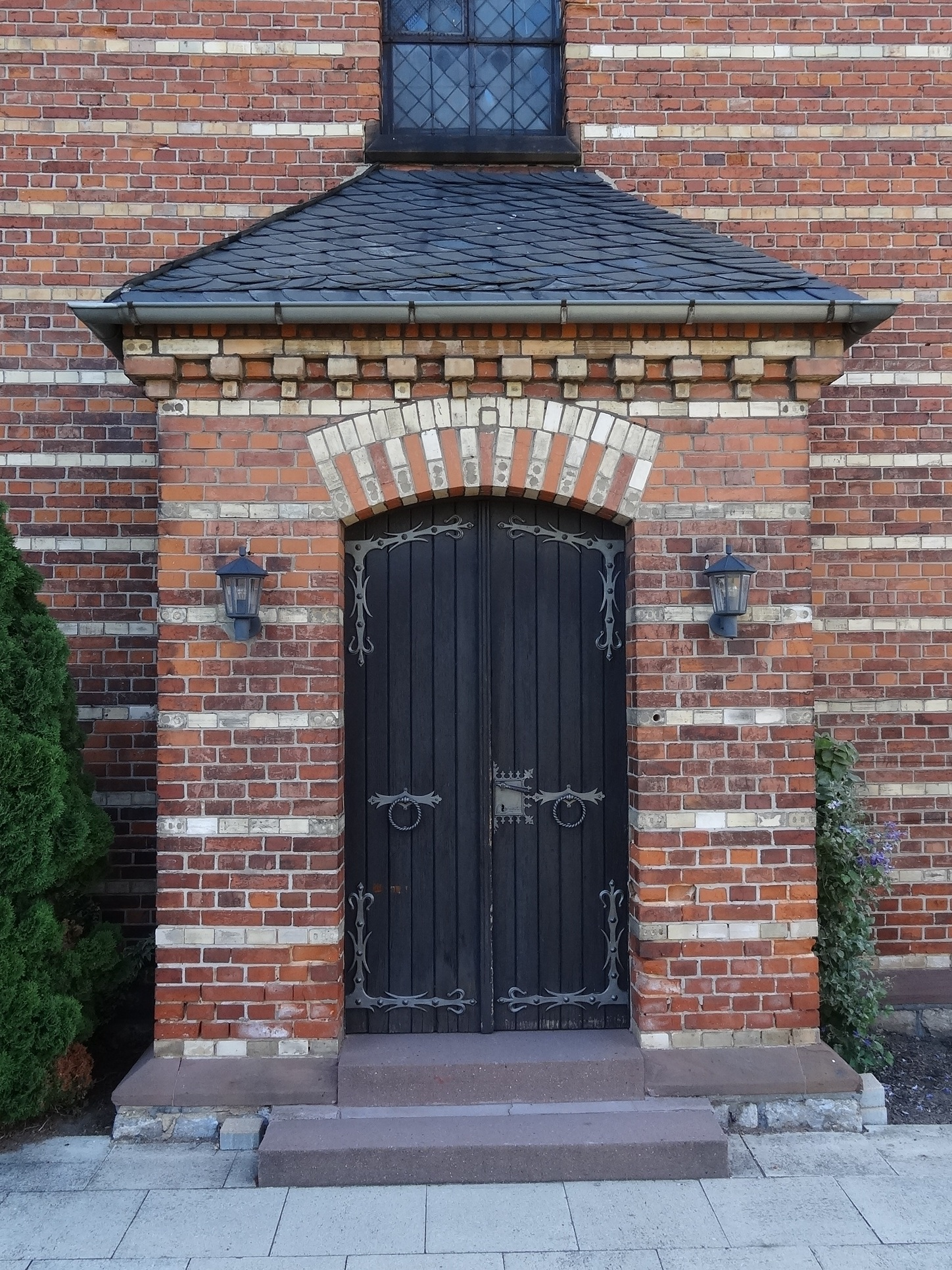
Portal im Südwesten

Die nicht geostete, sondern nach Nordost ausgerichtete Kirche ist am nordöstlichen Stadtrand außerhalb der Tore der Stadt errichtet. Der Grundriss ist kreuzförmig mit kurzen Querarmen. Das rote Ziegelmauerwerk erhebt sich über einem Sockel aus grauem Bruchsteinmauerwerk. Der rote Backsteinbau wird durch horizontale Bänder aus weißen Ziegeln gegliedert, was dem Gebäude eine klassizistische Prägung verleiht. Der eingezogene Chor auf rechteckigem Grundriss hat einen geraden Abschluss, der an den Ecken durch abgetreppte Strebepfeiler gestützt wird. Statt eines Fensters ist hier eine gekuppelte Spitzbogenblende eingelassen. An der Ostseite des Chors ist eine kleine, niedrige Sakristei mit Walmdach und eigenem Eingang angebaut. Das Mauerwerk von Chor, Sakristei und dem Portalvorbau wird von einem Zinnenfries abgeschlossen.
Das im Norden abgewalmte Satteldach ist an jeder Seite mit drei kleinen Gauben bestückt. Die Langseiten werden im Süden durch je eine Lisene in zwei Felder gegliedert. Die südwestliche Giebelseite hat Ecklisenen und einen kleinen querrechteckigen Vorbau mit verschiefertem Dach für das Stichbogen-Portal, über dem ein Spitzbogenfenster eingelassen ist. Dem Giebel ist ein achtseitiger, vollständig verschieferter Dachreiter aufgesetzt. Über den rundbogigen, mit Lamellen versehenen Schallöffnungen erhebt sich ein kleiner Spitzhelm, der von einem kunstvollen schmiedeeisernen Kreuz bekrönt wird. Der Innenraum wird an den Langseiten durch paarige Spitzbogenfenster belichtet. In den Querarmen ist ein Doppelfenster in einer großen Spitzbogenblende eingelassen, und über ihm ein kleines quadratisches Fenster.

## Innenausstattung

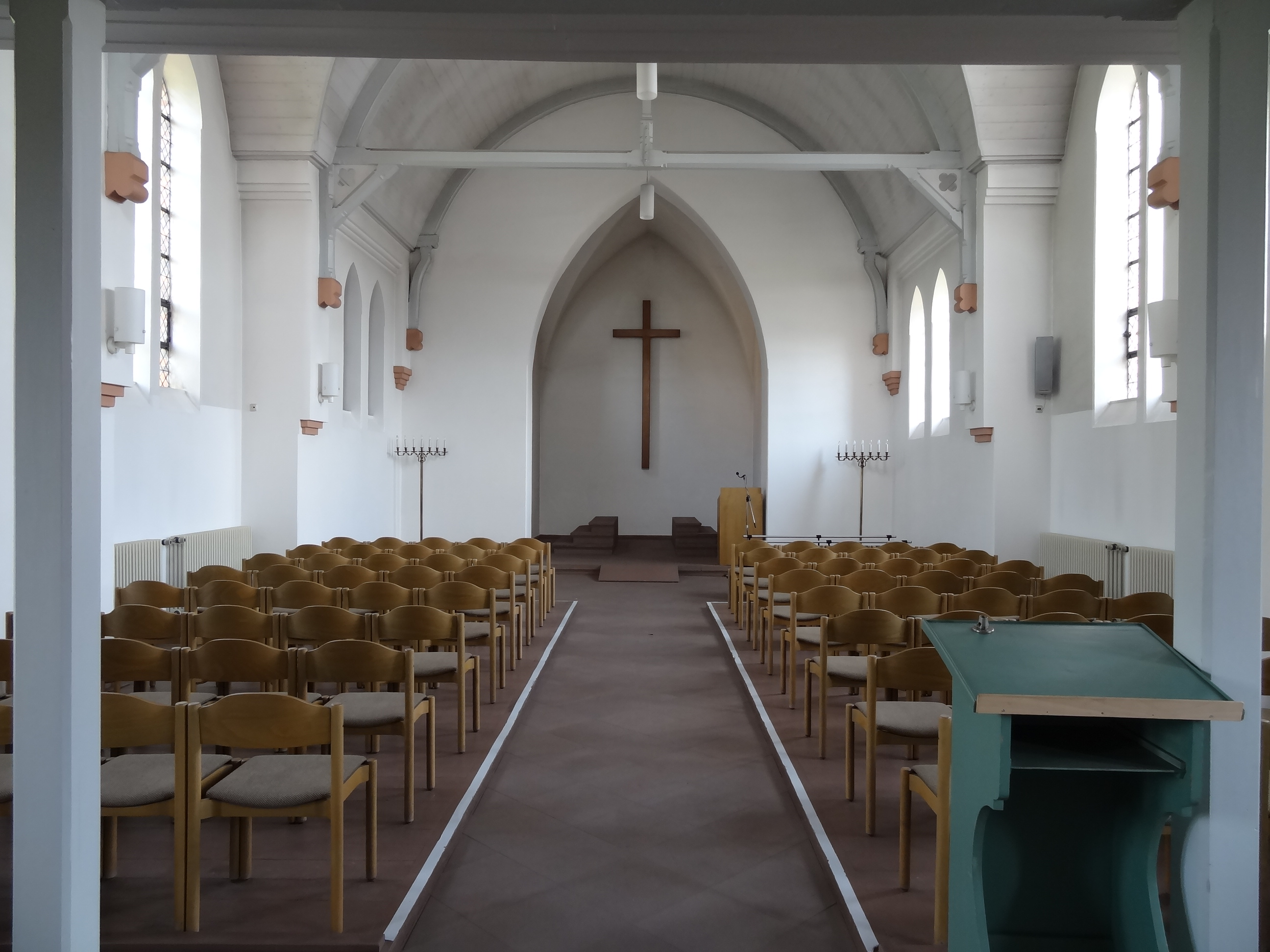
Innenraum mit Blick nach Nordosten

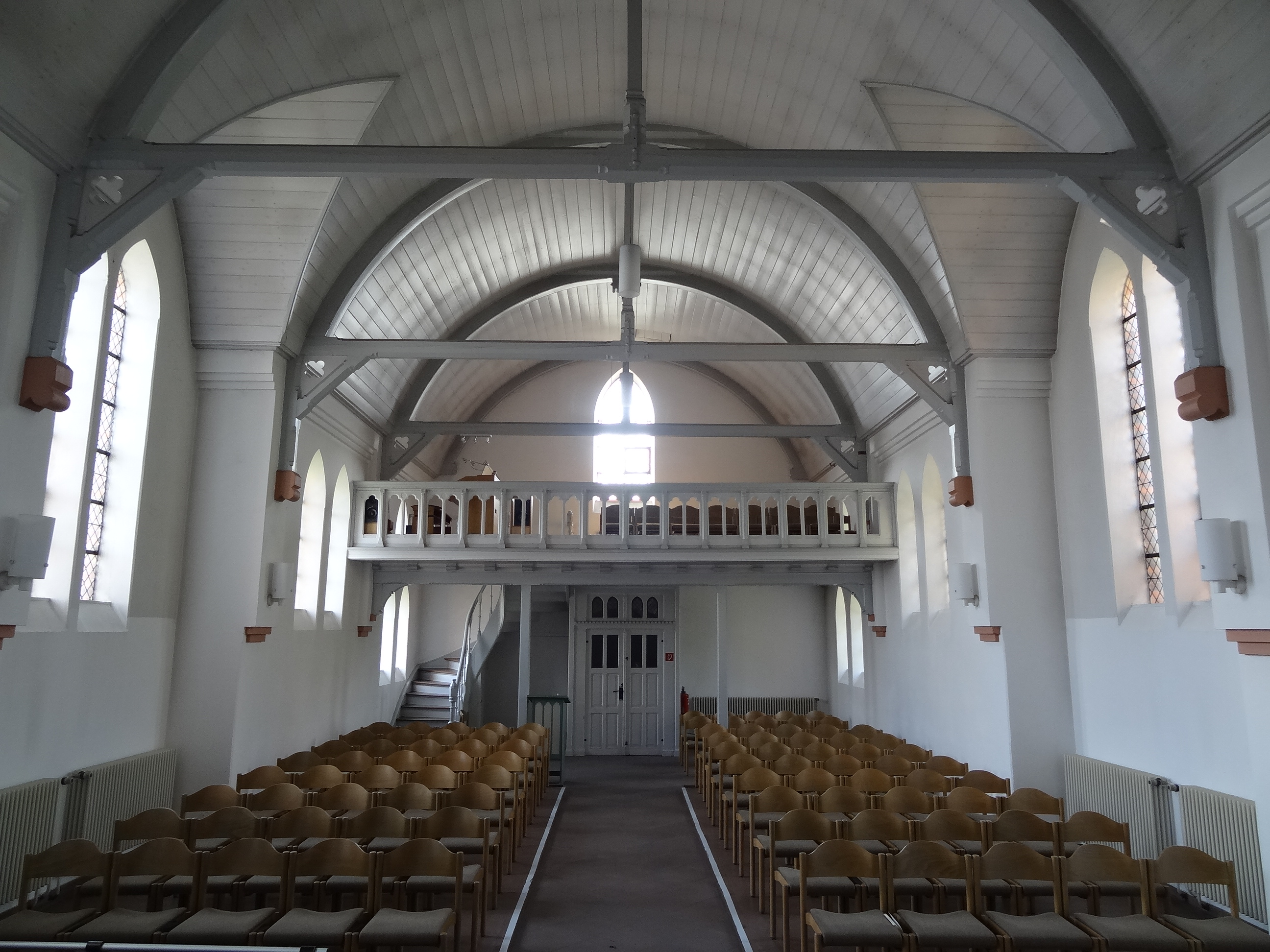
Blick nach Südwesten

Der schlicht gestaltete Innenraum wird von einem verschalten Holztonnengewölbe abgeschlossen, das von großen Gurtbögen gestützt wird, die auf Wanddiensten über Konsolen ruhen. An der Basis der Tonne verlaufen quer zur Kirche abgehängte Zugbalken, die ebenfalls in den Diensten enden und Kopfbänder mit Vierpass haben. Wände und Decke sind vollständig weiß gefasst.
Die Südempore wird von zwei viereckigen Pfosten gestützt und dient als Aufstellungsort einer zweimanualigen Digitalorgel der Firma Hoffrichter. Die Brüstung hat paarweise Öffnungen mit Dreipassbögen und einen profilierten Gesimskranz.
Der eingezogene Chor hat eine große spitzbogige Nische, in der ein schlichtes Holzkreuz aufgehängt ist. Kanzel, Altar und Pfeifenorgel sind nicht mehr vorhanden. Der spätgotische Marienaltar aus der Zeit nach 1514, der 1880 der Pfarrkirche geschenkt wurde, ist heute in St. Gottfried aufgestellt.